# Masacre de Zinapécuaro
La Masacre de Zinapécuaro se refiere al evento ocurrido el 27 de marzo de 2022, en el que 20 personas fueron asesinadas y cuatro resultaron heridas en un tiroteo dentro de un palenque clandestino en la comunidad de Las Tinajas, Zinapécuaro, Michoacán, siendo esta la peor masacre en varios meses en el estado.

## Trasfondo
La Guerra contra el narcotráfico en México es un conflicto de baja intensidad que empezó en 2006 durante la presidencia de Felipe Calderón. Michoacán, ubicado en la región occidental ha sido de los estados más afectados por el conflicto. Varias masacres han ocurrido allí, incluyendo la última ocurrida el 27 de febrero de 2022 en San José de Gracia, que dejó como saldo once personas muertas mientras estaban reunidas en un velorio.

## Ataque
Durante la noche del 27 de marzo del 2022, los sicarios abrieron fuego con ametralladoras y rifles de alto calibre. en un palenque clandestino donde se suscitaba una pelea de gallos, matando a 16 hombres y 3 mujeres. Varias personas más fueron heridas. Una persona más tarde falleció en el hospital de la localidad. El ataque fue grabado por algunos asistentes del evento, que se refugiaron dentro del inmueble e incluso en hogares aledaños.
Según investigaciones realizadas por la Fiscalía de Michoacán mencionaron que los sicarios que perpetraron el ataque irrumpieron al lugar en un camión repartidor perteneciente a una empresa de frituras, usado para derribar la entrada principal y un camión de pasajeros para bloquear una de las calles adelañas. Además se encontraron vehículos abandonados con el logotipo de una célula criminal. Hacía el 29 de marzo 19 de las veinte víctimas del ataque habían sido identificadas y entregados a sus familiares.

### Investigación
El actual gobernador de la entidad, Alfredo Ramírez Bedolla, señaló que el ataque en el palenque se debe a reacciones violentas por la lucha contra el crimen organizado en la región. El gobernador hizo especial énfasis en que en el lugar de los hechos, el sitio servía para peleas de gallos clandestinas o ilegales. La Fiscalía de Michoacán informó que el ataque fue perpetrado por el grupo criminal de "Los Correa", que tenían como objetivo a un líder perteneciente al CJNG, rivalidad que ha generado un clima de inseguridad en la región.
Durante su conferencia matutina, el presidente Andrés Manuel López Obrador reconoció la gravedad de la masacre, además de calificar el ataque como una “masacre de un grupo contra otro”, además de confirmar que un equipo de investigación se dirigía al estado de Michoacán, esto para atender la situación e ir tras los responsables.